# Tonton ipiau
Tonton ipiau – gatunek pająka z infrarzędu ptaszników i rodziny Microstigmatidae.

## Taksonomia

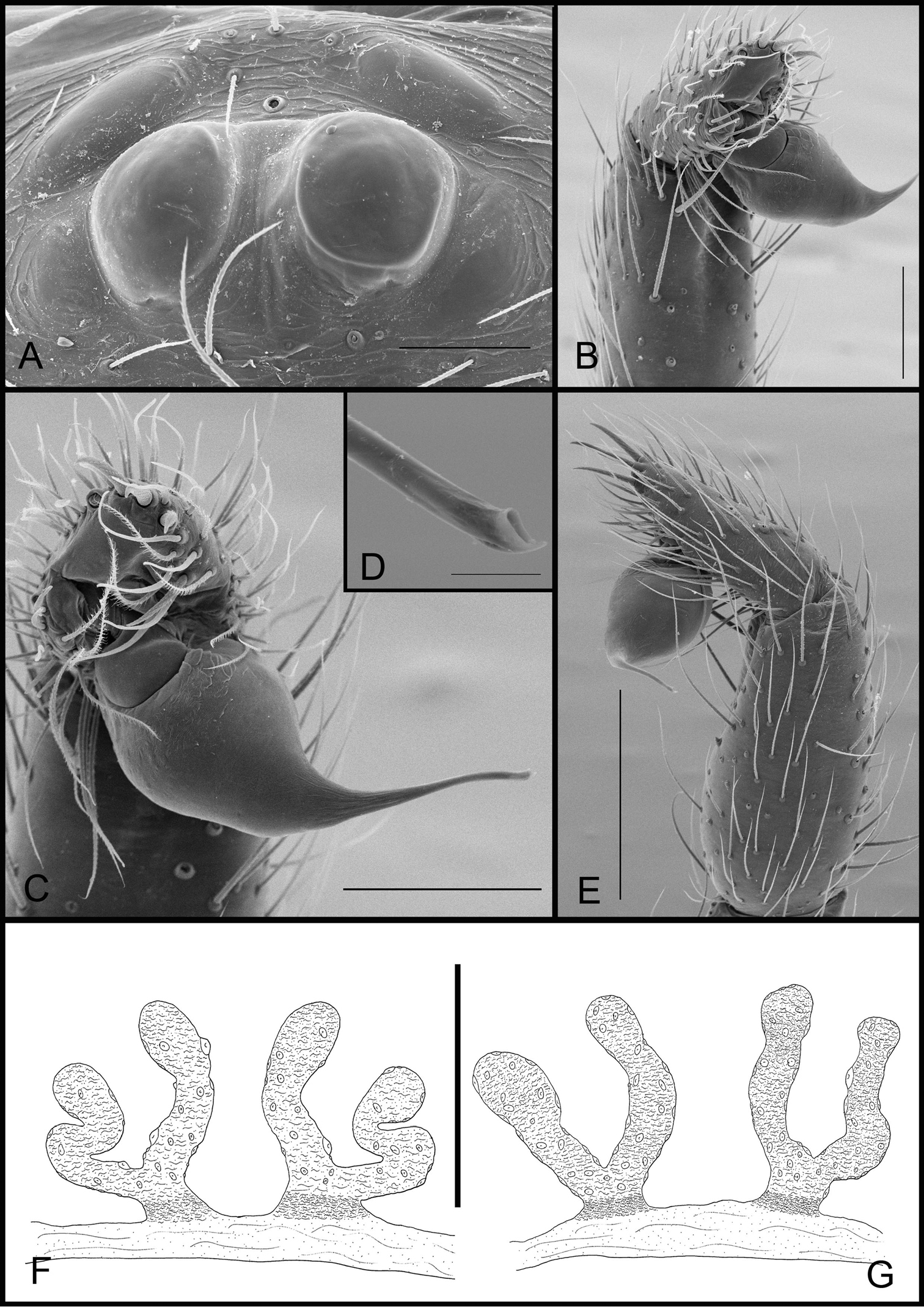
A: oczy, B: nogogłaszczek samca w widoku przednio-bocznym, C: bulbus w widoku brzusznym, D: wierzchołek embolusa, E: nogogłaszczek samca w widoku tylno-bocznym, F i G: spermateki

Gatunek ten opisany został po raz pierwszy w 2019 roku przez Victora Passanhę, Igora Cizauskasa i Antônia D. Brescovita na łamach „ZooKeys”. Jako lokalizację typową wskazano Ipiaú w brazylijskim stanie Bahia. Epitet gatunkowy pochodzi od tejże lokalizacji.

## Morfologia
Holotypowy samiec ma ciało długości 1,8 mm przy karapaksie długości 0,84 mm i  szerokości 0,66 mm, zaś paratypowa samica ma ciało długości 2,22 mm przy karapaksie długości 1,06 mm i szerokości 0,9 mm. Prosoma jest żółtawa, zaopatrzona w sześcioro oczu, przy czym te par bocznych są szczątkowe. Serrulę szczęk tworzą trzy lub cztery szeregi ząbków. Odnóża są żółtawe. Kolejność ich par od najdłuższej do najkrótszej to IV, I, II, III u samca i I, IV, II, III u samicy. Barwa opistosomy (odwłoka) jest żółtawa. Nogogłaszczki samca cechuje dwukrotnie krótsze od goleni, tak długie jak szerokie i zaopatrzone w krótki płat przednio-boczny oraz pięć kolców wierzchołkowych cymbium, gruszkowaty bulbus, a także równy wielkością tegulum, słabo zakrzywiony, szeroki u podstawy i ku zaokrąglonemu wierzchołkowi zwężony embolus. Genitalia samicy zawierają dwie spermateki, każda zbudowana z dwóch wąskich i długich, zbliżonych długościami płatów.

## Ekologia i występowanie
Pająk ten zasiedla ściółkę lasów formacji Mata Atlântica.
Gatunek neotropikalny, południowoamerykański, endemiczny dla Brazylii. Znany jest ze stanów Sergipe i Bahia.